# West-Indisch Pakhuis

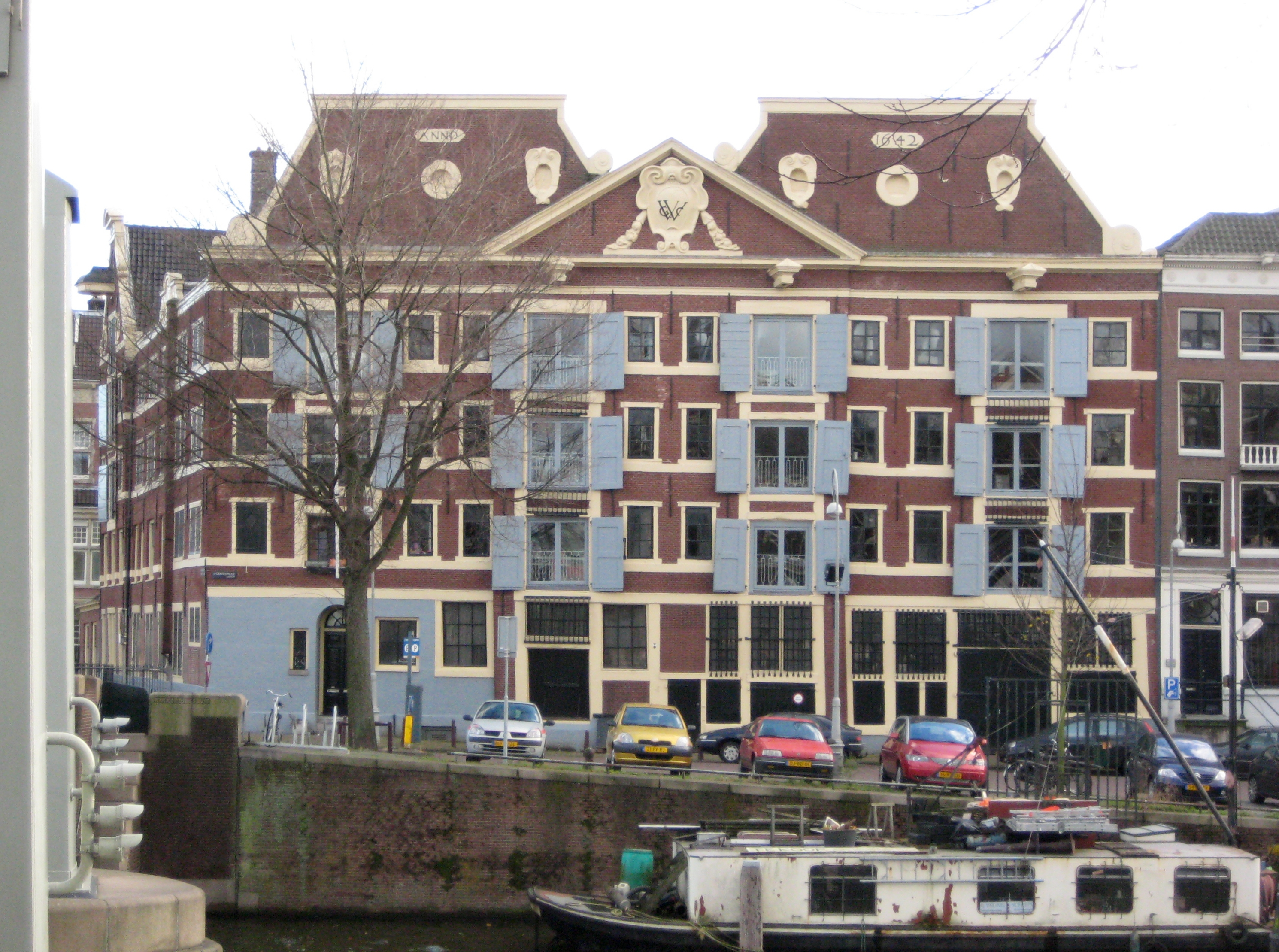
West-Indisch Pakhuis

Het West-Indisch Pakhuis in Amsterdam dateert uit 1642 en is gelegen op het westelijk deel van Rapenburg, waar de Oudeschans uitmondt in het Oosterdok. Het was oorspronkelijk van de West-Indische Compagnie (WIC). De letters GWC op de gevel staan voor de officiële naam, 'Geoctroyeerde West-Indische Compagnie'.
Momenteel heeft het de monumentstatus. Het gebouw aan 's-Gravenhekje 1a wordt gebruikt als kantoorruimte door organisaties die zich inzetten voor ontwikkelingssamenwerking. Ook worden ruimtes in het pand gebruikt voor evenementen.
Het West-Indisch Huis, dat tot 1642 fungeerde als hoofdkwartier en archief van de WIC staat op de Herenmarkt/Haarlemmerstraat.

## Geschiedenis
Het pand deed oorspronkelijk dienst als opslagruimte voor handelswaren van de WIC in Amsterdam. Op de begane grond werden huiden opgeslagen en geperst die uit handelsposten als Nieuw-Amsterdam (het huidige New York) naar Amsterdam werden vervoerd.
Tussen 1647 en 1674 diende het pand als hoofdkwartier van de WIC. Vanuit dit pand waren de bevelhebbers verantwoordelijk voor alle handelsactiviteiten, waaronder de handel in goud, suiker en slaven. Vanaf 1647 waren zij ook formeel verantwoordelijk voor het reilen en zeilen van Nieuw-Amsterdam, tot de nederzetting in 1664 door de Engelsen werd ingenomen en de naam New York kreeg.

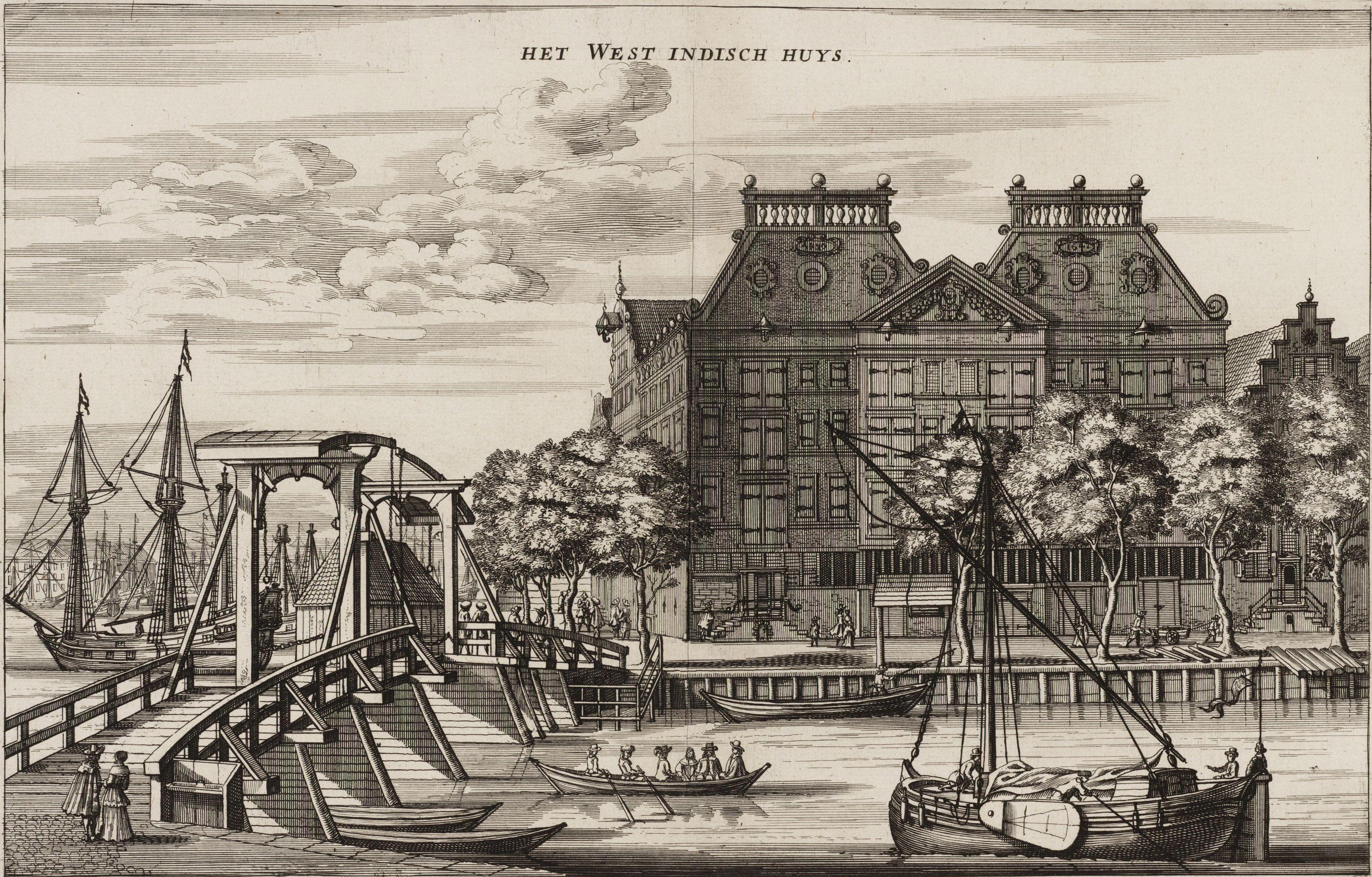
West Indisch Pakhuis - oudste weergave
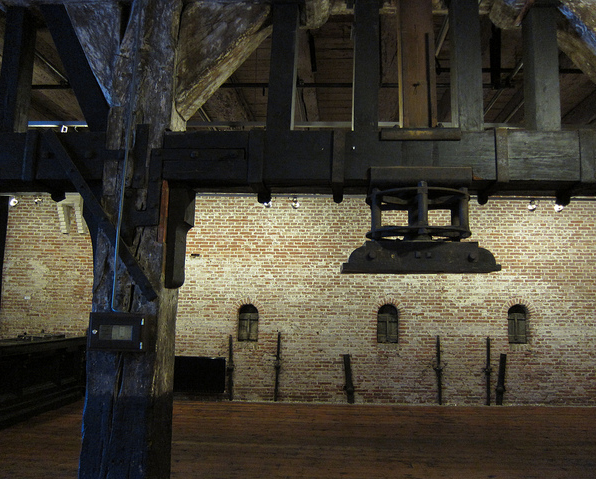
West Indisch Pakhuis - begane grond